# صموئيل باول
صموئيل باول (بالإنجليزية: Samuel Powell) هو محامي وقاضي وسياسي أمريكي، ولد في 10 يوليو 1776 في الولايات المتحدة، وتوفي في 2 أغسطس 1841 في روجرزفيل في الولايات المتحدة. حزبياً، نشط في الحزب الجمهوري الديمقراطي. وقد انتخب عضو مجلس النواب الأمريكي.